# マクマキ
マクマキ（1994年10月29日  - ）は、日本の女性アイドル。zohfuku studio所属「ウイバナ」メンバー。きのこのリングネームで活動していた元女子プロレスラー。

## 人物
P.S.ILove U当時のキャッチフレーズは永遠のベビーフェイス。
レスラー時代は小学生ということもあり、身長143cm、体重32kg。

## 来歴

### プロレス
さくらえみが開いていた体操教室の生徒から選抜された小学生ユニット「さくらえび☆きっず」の初代メンバー。元々はさくらえみの入場に併せて一緒に踊るユニットで、2003年5月11日、横浜アリーナの全日本女子プロレス創立35周年記念大会第一試合が初登場である。
2004年5月5日のNEO女子プロレス・後楽園ホール大会で行われていた我闘姑娘提供試合のスペシャルエキシビジョンに登場。10月31日の我闘姑娘旗揚げ戦・新木場1stRING大会では第5試合のハンディキャップマッチに「さくらえび☆きっず」として登場。ゆうき、あいか、ひなた）、松尾永遠と組んで元気美佐恵と戦った。
2005年5月1日の我闘姑娘・板橋グリーンホール大会第4試合できのこを含むきっず10人とさくらえみが戦うイリミネーションマッチが行われ、最後は高橋李佳がさくらを破り4人残りで勝利。
8月3日、レフェリーだった母・石井美紀の反対を押し切り、リングネームをまきからきのこに改名。名付け親は姉だった。8月7日の我闘姑娘・北沢タウンホール大会第3試合であいか、ひなたと組み、さくらえみ、春日萌花を相手のハンディキャップタッグマッチでデビュー。デビュー時は小学五年生だった。きのこがジャックナイフ固めで春日を破り、勝利した。
8月28日の我闘姑娘・板橋グリーンホール大会第一試合で、母親の石井美紀がデビュー。石井と組んで高橋李佳・あいか組と対戦し、石井が高橋に敗れる。母娘レスラーとしては日本で3組目、子供が先にデビュー、母娘タッグは日本初。
2006年3月25日の我闘姑娘・新木場1stRING大会「我闘姑娘 プロレス少女達の野望vol.2〜我闘姑娘最強決定戦〜」では、1st Stage全員参加バトルロイヤルであいかに敗れた。
4月29日の我闘姑娘・板橋グリーンホール大会で開催された第2回ドロップキック・ロープワーク選手権では、ドロップキック部門で優勝した。
5月5日のNEO女子プロレス・後楽園ホール大会で元気美佐恵がひかりを破り、アイアンマンヘビーメタル級王座を奪取するも、試合後は乱戦となって王座保持者が次々に入れ替わる。途中、ひかりを破って第233代王者となるも、すぐ母の石井美紀に敗れ、王座を手放す。
2007年2月9日、母の石井美紀とともに我闘姑娘を退団し、アイスリボンに移籍する。
学業・部活動に専念するため、同年9月8日、アイスリボン・北沢タウンホール大会第三試合で石井と組みさくらえみ・聖菜組線を最後に引退。この試合ではさくらえみからピンフォールを奪った。

### アイドル
2015年
5月2日
P.S.ILove U（ファインプロモーション所属）のメンバーとして、渋谷・K2にてデビューライブ。担当カラーは白。
6月21日
プロレスの師匠・さくらえみの団体「我闘雲舞」板橋グリーンホール大会にて約8年ぶりにリング凱旋。
2018年
2月9日
P.S.ILove U解散。その後、nanaの個人ページを開設 http://nana-music.com/users/6577316/
5月4日
サルカニバナシ 2nd Edition（zohfuku studio所属）の新メンバー（カニ担当）「越前まき」として加入を発表。
5月26日
六本木・CLUB EDGEにて初お披露目ライブ。担当カラーはピンク。ユニットのリーダーとなる。
2019年
4月29日
ワンマンライブ『昔話大作戦 '19.05』でサルカニバナシ 2nd Editionの活動を完遂。
同日、新メンバーを含めた新体制ユニット『We=MUKASHIBANASHI』としてリニューアルお披露目。担当は「わらしべ長者」、名前は「MAKI」に変更。
2022年
1月3日
ユニット名が『We=MUKASHIBANASHI』から愛称だった『ウイバナ』に改名するにあたり、名前を「マクマキ」に変更。

## 所属
- 我闘姑娘（2005年〜2007年）
- アイスリボン（2007年）

## 得意技
- ブレーンバスター・ホールド
- きのこ固め[2]
- ちびちびチョップ[2]
- ハーフハッチホールド

## タイトル歴
DDTプロレスリング
- 第233代アイアンマンヘビーメタル級王座

## テレビ出演
- 『大阪ほんわかテレビ』（読売テレビ）2005年11月20日[12]
- 『プライスバラエティ ナンボDEなんぼ』（関西テレビ）2006年3月18日
- 『FNNスピーク』（フジテレビ）2006年8月30日

## 書籍掲載
- 松本幸代『ママダス!』（情報センター出版局、2006年）

## 雑誌掲載
※プロレス雑誌の試合レポート除く
- 「小学生女子プロレスラー!? さくらえび☆きっずデビュー」、『サイゾー』2005年10月号（2005年9月18日発売）、インフォバーン。
- 「「掟ポルシェの萌え萌え女々苑」第2回女子小学生レスラーズの巻」、『kamipro』No.93（2005年11月19日発売）、エンターブレイン。
- 「「小三アイドルクラブ」さくらえび☆きっず 小学生の女子プロレス選手に密着!」、『小学三年生』2006年1月号（2005年12月1日発売）、小学館。
- 「絶対格闘主義バトリズム(Round59) 女子小・中学生も参戦する人気急上昇女子プロレスを特集!!「我闘姑娘」」、『週刊少年チャンピオン』2006年5月4日(21)号、秋田書店。

## DVD
- 史上最強小学生女子プロレスラー　KINOKO　我闘姑娘　きのこ」（2006年5月19日、アストロシステムジャパン）
- 「我闘姑娘きのこ」（『Lady’sゴング』vol.86 2006年5月25日発売号）付録、日本スポーツ出版社）